# Non son degno di te
Pour plus de détails, voir Fiche technique et Distribution.
Non son degno di te est un film musicarello italien  sorti en 1965 réalisé par Ettore Maria Fizzarotti. Il est inspiré de la chanson du même nom interprétée par Gianni Morandi, qui joue également le personnage principal. Pendant le film, Morandi chante plusieurs de ses chansons à succès.
Réalisé entre In ginocchio da te (À genoux devant toi) et Se non avessi più te (Si je ne t'avais plus), il est l'élément central d'une trilogie qui poursuit la même narration.

## Synopsis
Gianni Traimonti poursuit son service militaire à Naples, en continuant son histoire d'amour avec Carla. Les deux jeunes organisent la fête de fiançailles, à laquelle participent tous leurs amis, et pendant la fête, Giorgio, le compagnon d'armes de Gianni, rencontre la jeune fille et tombe amoureux d'lle.
Giorgio se déclare, mais Carla lui dit qu'elle est amoureuse de Gianni. Gianni méfiant, a suivi la fille et se croyant trompé, décide de rompre.
Carla écrit à Gianni, mais Giorgio cache les lettres lorsqu'il arrive à la caserne, mais repenti d'avoir été la cause de la rupture entre les deux amants, il décide de les faire parvenir à Gianni qui, après avoir lu les explications de la jeune fille la rejoint et chante à son Non sono degno di te (« Je ne suis pas digne de toi »). Les deux jeunes s'embrassent et leur amour renaît.

## Notice technique
- Titre : Non son degno di te
- Réalisation : Ettore Maria Fizzarotti
- Scénario : Bruno Corbucci, Giovanni Grimaldi
- Producteur : Gilberto Carbone
- Producteur executif : Alfredo Melidoni, Romano Di Casimiro
- Maison du production :	Ultra Film
- Distribution :	Titanus
- Photographie : Stelvio Massi
- Montage : Roberto Perpignani
- Musique : Ennio Morricone
- Décors : Carlo Leva
- Costumes : Rosalba Menichelli
- Durée : 155 min
- Données techniques : B/N
- Genre : musical
- Langue : Italien
- Pays de production : Italie
- Année : 1965

## Distribution
- Gianni Morandi : Gianni Traimonti
- Laura Efrikian : Carla Todisco
- Gino Bramieri : Ginone Traimonti
- Nino Taranto : Antonio Todisco
- Raffaele Pisu : Raffaele
- Stelvio Rosi : Giorgio Di Bassano
- Dolores Palumbo : Santina De Micheli Todisco
- Enrico Viarisio : Enzo
- Ave Ninchi  : Cesira
- Carlo Taranto : Scannapietra
- Dori Dorika : Miss Scannapietra
- Fabrizio Capucci : Luigi Addora
- Vittorio Congia : Nando Tazza
- Dino Mele : Ciccio Marletta
- Lena von Martens : Lena
- Aroldo Tieri : Funzionario TV